# Damalis fuscipennis
Damalis fuscipennis är en tvåvingeart som beskrevs av Macquart 1846. Damalis fuscipennis ingår i släktet Damalis och familjen rovflugor. Inga underarter finns listade i Catalogue of Life.